# 黃重光
黃重光，JP（1952年5月21日—），香港精神科專科醫生及教育心理學家、前香港中文大學精神科學系教授兼系主任。他在1998年針對精神心理健康議題提倡「ICAN實踐心理學模式」，得到英國皇家精神科醫學院肯定。2010年被委任為太平紳士。黃重光現為ICAN全人教育基金主席，主張從「心理素質」、「德育及公民教育」和「核心價值」3個方面提升師生與家長的心理質素。

## 背景
黃重光早年在九龍旺角長大，家有1弟2妹，屬馬來西亞華僑的父親從事地盤工程工作。黃重光就讀德明中學幼稚園部時（1958年畢業，因患上肺病而休學1年。於德明中學小學部（1958年至1959年小一）及塘尾道官立小學（1959年小二至1964年小六）就學期間，由於患有讀寫障礙，學習上亦尚未開竅，以致成績強差人意，校方於是沒有派他參加升中試。結果在父親幫忙下，他先報補習班鞏固學習基礎，再由補習社運用考試名額安排他參加升中試，繼而升讀中一，不過他後來仍需要重讀中一年級。直至受到父親的說話啟發，黃重光此後考獲全級第一名成績。他當時就讀青年會書院（中一兩年至中三），中四時轉學至慈幼英文學校，升上中五時決定從醫。當他1970年從慈幼英文學校中五畢業後，便轉到皇仁書院升讀預科，且於1972年中七畢業；同年考入香港大學醫學院。
黃重光選修精神醫學，原因出於他對心理學感興趣，加上喜歡觀察別人舉動，所以中學畢業之後報讀精神醫學這門當年較冷門的科目。及至1977年取得香港大學內外全科醫學士學位（與兒科醫生陳以誠為同學）後，他入職青山醫院。於1980年代前往英國曼徹斯特接受兒童及青少年精神科顧問醫生訓練。自1982年開始，他於香港中文大學醫學院擔任精神科學系講師。到了1990年代升任高級講師兼兒童精神科顧問之前，他於1984年協助醫學院設立了香港首個專門為兒童及青少年而設的精神科部門，又於1993年成立香港成長綜合中心（約2000年代中期停止營運）。當他培育後進同期，他到鄰近的威爾斯親王醫院任職精神科醫生。1986年為該院設立了香港首個兒童及青少年精神科專科部門。而本身在醫院參與醫學研究的他在1990年完成香港中文大學研究院醫學博士學位。
在1983年至1993年間，其醫術水平先後獲中外醫學界認可，包括1983年被授予英國皇家精神科醫學院院士銜頭，1992年則被英國皇家精神科醫學院授予榮授院士銜頭。然後他於1993年成為香港精神科醫學院院士及香港醫學專科學院精神科院士；黃重光同年起至1997年升為精神學系教授，兼任系主任一職。但他在1997年選擇離開醫學院和公立醫院，當私人執業專科醫生，並轉任醫學院客座教授。其時他已推出書籍教育家長如何掌握子女的心理發展。為了透過「ICAN實踐心理學模式」來強化個人或整體社群的心理質素，從而達致精神心理健康。他於2002年加入由商人譚寶玲創立的「ICAN全人發展中心」，並出任顧問團主席。2004年擔任ICAN全人教育基金主席。
除此之外，黃重光曾被委以數項公職，計有攜手扶弱基金諮詢委員會成員（2009年至2015年）、平和基金諮詢委員會委員（2009年至2015年）以及家庭議會委員（2007年至2013年）。身為醫學院院士的他，於2015年出任上海交通大學特聘專家教授。2016年下旬成立了「黃重光精神教育學院」，繼續宣揚精神教育的重要性。黃重光現時是香港中文大學醫學院精神科學系的榮譽臨床教授。

## 其他資料
黃重光曾在1984年至2003年以名譽顧問身份為香港耀能協會提供支援，也分別擔任過基督教聯合醫院的榮譽顧問、基督教聯合醫務協會會員和香港小童群益會名譽顧問。
此外，他於2009年代表華懋慈善基金一方就龔如心遺產爭奪事件，以專家證人身份為龔如心的精神狀況給予意見。2016年替陳以誠的兒子陳亦浚所牽涉的偷拍案件撰寫精神報告。

## 榮譽
2010年，黃重光獲政府委任為太平紳士。及後他在2013年基於推廣心理健康教育多作貢獻，獲香港紅十字會頒發香港人道年獎。他還被提名為「英國皇家精神科醫學院2013年度教育家」（RCPsych Public Educator of the Year）。

## 個人生活
黃重光已婚，婚後育有一子兩女。

## 著作
- 1996年：《成功父母之道》
- 1996年：《父母的心路歷程》
- 1997年：《解開孩子的鬱結情》
- 1998年：《開創孩子豐盛的人生路》
- 1998年：《作孩子的指路明燈》
- 1999年：《認識你的孩子》
- 2000年：《開創孩子豐盛的人生路》（第二版）
- 2000年：《父母的心路歷程》（第二版）
- 2000年：《成功父母之道》（第二版）
- 2000年：《荊棘路上的孩子》
- 2000年：《作孩子的指路明燈》（第二版）
- 2000年：《溝通與親子關係》
- 2001年：《認識你的孩子》（第二版）
- 2001年：《培育孩子掌握成功和快樂人生》（第一版）
- 2001年：《怎樣成功培育高小及初中階段的孩子》
- 2002年至2003年：《心想事成 精彩人生（上冊）》（第一及二版）
- 2002年至2003年：《心想事成 精彩人生（下冊）》（第一及二版）
- 2004年：《培育孩子掌握成功和快樂人生》（第二版）
- 2004年：《成功父母 從了解孩子開始》（第二版）
- 2007年：《ICAN幼兒心理學故事叢書》（共3冊）
- 2015年：《鑽石人生，「ICAN」長命百歲，真棒！》
- 2023年：《培育子女成長為人生Billionaire》（共4冊）
- 《每個人都可以贏在起跑線Be a Winner ！》

## 外部連結
- 黃重光的Facebook專頁
- 黃重光精神教育學院
- #19 全人教育 嘉賓︰ 黃重光醫生教授，香港電台，2023年8月14日